# Hard Candy (Counting Crows)
Hard Candy is het vierde studioalbum van Counting Crows. Het werd uitgebracht in 2002. Dit album werd minder goed verkocht dan hun vorige album. Het nummer "American Girls" is gebruikt in een commercial van Pepsi. Een nieuwe versie van "Holiday in Spain", opgenomen samen met de Zeeuwse band BLØF, werd een nummer één hit in Nederland.
Aan het eind van het laatste nummer zit het verborgen nummer "Big Yellow Taxi". Deze cover van het Joni Mitchell-liedje was een van de grootste radiohits van het album.
Op Hard Candy is samengewerkt met verschillende bekende artiesten, namelijk: Ryan Adams (teksten en zang in "Butterfly in Reverse), Jerry Hey (hoornsolo in "Carriage), Sheryl Crow (zang in "American Girls") en Vanessa Carlton (achtergrondzang in "Big Yellow Taxi".
Het nummer "Butterfly in Reverse" is geschreven voor actrice Mary-Louise Parker.

## Tracklist
1. "Hard Candy" (Duritz/Vickrey/Gillingham) – 4:20
2. "American Girls" (achtergrondzang van Sheryl Crow) (Duritz) – 4:32
3. "Good Time" (Duritz) – 4:24
4. "If I Could Give All My Love -or- Richard Manuel Is Dead" (Duritz/Vickrey/Immerglück/Gillingham/Malley) – 3:52
5. "Goodnight L.A." (Duritz) – 4:17
6. "Butterfly in Reverse" (Duritz/Adams/Gillingham) – 2:48
7. "Miami" (Duritz/Gillingham/Immerglück) – 5:01
8. "New Frontier" (Duritz) – 3:51
9. "Carriage" (Duritz) – 4:04
10. "Black and Blue" (Duritz) – 3:53
11. "Why Should You Come When I Call?" (Duritz/Gillingham) – 4:38
12. "Up All Night (Frankie Miller Goes to Hollywood)" (Duritz) – 5:07
13. "Holiday in Spain" (Duritz) – 3:50
14. "4 White Stallions" (bonusnummer) – 4:21
15. "You Ain't Going Nowhere" (bonusnummer)
16. "Big Yellow Taxi (met Vanessa Carlton)" – 3:47 (hidden track)